# Philippe Georget
Philippe Georget (* 27. August 1963 in Épinay-sur-Seine) ist ein französischer Journalist und Kriminalschriftsteller. 

## Leben und Wirken
Georget ging im Alter von zwanzig Jahren nach Nicaragua und half beim Bau einer Schule. Nach seiner Rückkehr nach Frankreich studierte er Geschichte und Journalismus und schloss das Studium 1988 ab. Er arbeitete anschließend für Radio France und Guide du routard, einen Reiseführer für Rucksacktouristen. Später arbeitete er beim Regional-TV in Orléans als Kameramann, Redakteur und Moderator. Im Jahre 2001 umrundete er mit Frau und Kind im Wohnmobil den größten Teil des Mittelmeeres. Danach ließ er sich in Perpignan nieder und begann Kriminalromane zu schreiben. Seine Geschichten spielen vorwiegend im französischen Nordkatalonien rund um Perpignan.

## Werke
Inspecteur Sebag-Romane
- 2009: L’été tous le chats s’ennuient. ISBN 978-2-266-22210-5
  - Übers. Corinna Rodewald:[2] Dreimal schwarzer Kater. Ullstein, Berlin 2014 ISBN 978-3-548-28614-3
- 2012: Les violents de l'automne. ISBN 978-2-266-22211-2
  - Übers. Corinna Rodewald: Wetterleuchten im Roussillon. Ullstein, Berlin 2015 ISBN 978-3-548-28615-0
- 2015: Méfaits d’hiver. ISBN 979-1-092-01651-2
  - Übers. Corinna Rodewald: Rabenschwarzer Winter. Ullstein, Berlin 2016 ISBN 978-3-548-28848-2
- 2019: Une ritournelle ne fait pas le printemps. ISBN 978-2-377-22082-3
  - Übers. Barbara Ostrop: Frühling lässt sein schwarzes Band. Ullstein, Berlin 2023 ISBN 978-3-548-06592-2

Weitere Werke
- 2011: Le paradoxe du cerf-volant. ISBN 978-2-914-70475-5
- 2014: Tendre comme les pierres. ISBN 979-10-92016-38-3
- 2018: Amère Méditerranée. ISBN 978-23-62240-90-4
- 2014: Le paradoxe du cerf-volant ISBN 978-23-84831-91-3